# Paramongaia
Paramongaia är ett släkte av amaryllisväxter. Paramongaia ingår i familjen amaryllisväxter.
Kladogram enligt Catalogue of Life:
| Paramongaia | \| \| Paramongaia superba \| \| \| \| \| \| Paramongaia weberbaueri \| \| \| \| |
|             | \| \| Paramongaia superba \| \| \| \| \| \| Paramongaia weberbaueri \| \| \| \| |
|             | Paramongaia superba                                                             |
|             |                                                                                 |
|             | Paramongaia weberbaueri                                                         |
|             |                                                                                 |